# La confessione di Lavinia Morland
La confessione di Lavinia Morland (Die Schuld der Lavinia Morland) è un film muto del 1920, scritto, prodotto e diretto da Joe May.

## Trama
Lavinia Morland, accusata ingiustamente dal marito di averlo tradito, viene costretta al divorzio ma la donna offesa, pugnala il marito che, senza scrupoli, aveva pagato un falso amante per rovinarle la reputazione. Davanti ai giudici, Lavinia racconta la sua storia. Viene assolta e inizia una vita felice con un giovane innamorato.

## Produzione
Il film fu prodotto dalla May-Film GmbH (Berlin).

## Distribuzione
Distribuito dalla , il film fu proiettato a Berlino il 12 novembre 1920. In Portogallo, uscì il 23 giugno 1923 con il titolo O Calvário de Lavinia Morland.